# Grönvallen
Grönvallen är en bebyggelse utmed riksväg 70 nordväst om Avesta i Avesta kommun. Mellan 2015 och 2023 avgränsade SCB här en småort.